# Iron River (Michigan)
Pour les articles homonymes, voir Iron River.
Iron River est une ville du comté d’Iron au Michigan, aux États-Unis.